# Малоцин (Куявсько-Поморське воєводство)
Малоцин (пол. Małocin, нім. Waltershausen) — село в Польщі, у гміні Накло-над-Нотецем Накельського повіту Куявсько-Поморського воєводства. Населення — 228 осіб (2011).
У 1975-1998 роках село належало до Бидгощського воєводства.

## Демографія
Демографічна структура станом на 31 березня 2011 року:
|          | Загалом | Допрацездатний вік | Працездатний вік | Постпрацездатний вік |
| -------- | ------- | ------------------ | ---------------- | -------------------- |
| Чоловіки | 119     | 35                 | 77               | 7                    |
| Жінки    | 109     | 29                 | 69               | 11                   |
| Разом    | 228     | 64                 | 146              | 18                   |